# Нова Весь (Ряшівський повіт)
Нова Весь (пол. Nowa Wieś) — село в Польщі, у гміні Тшебовнисько Ряшівського повіту Підкарпатського воєводства.
Населення — 1307 осіб (2011).
У 1975-1998 роках село належало до Ряшівського воєводства.

## Демографія
Демографічна структура станом на 31 березня 2011 року:
|          | Загалом | Допрацездатний вік | Працездатний вік | Постпрацездатний вік |
| -------- | ------- | ------------------ | ---------------- | -------------------- |
| Чоловіки | 629     | 149                | 411              | 69                   |
| Жінки    | 678     | 141                | 399              | 138                  |
| Разом    | 1307    | 290                | 810              | 207                  |